# 新利尔
新利尔（法語：La Neuve-Lyre，法語發音：[la nœv liʁ]）是法国厄尔省的一个市镇，与旧利尔相邻，位于该省西南部，属于埃夫勒区。

## 地理
新利尔（48°54'30"N, 0°44'52"E）面积2.85 平方千米，位于法国诺曼底大区厄尔省，该省份为法国北部内陆省份，北起滨海塞纳省，西接奧恩省和卡爾瓦多斯省，南至厄尔-卢瓦省，东临瓦兹省、瓦兹河谷省和伊夫林省。
与新利尔接壤的市镇（或旧市镇、城区）包括：布瓦诺尔芒德-普雷利尔、诺夫勒-欧韦尔尼、旧利尔。

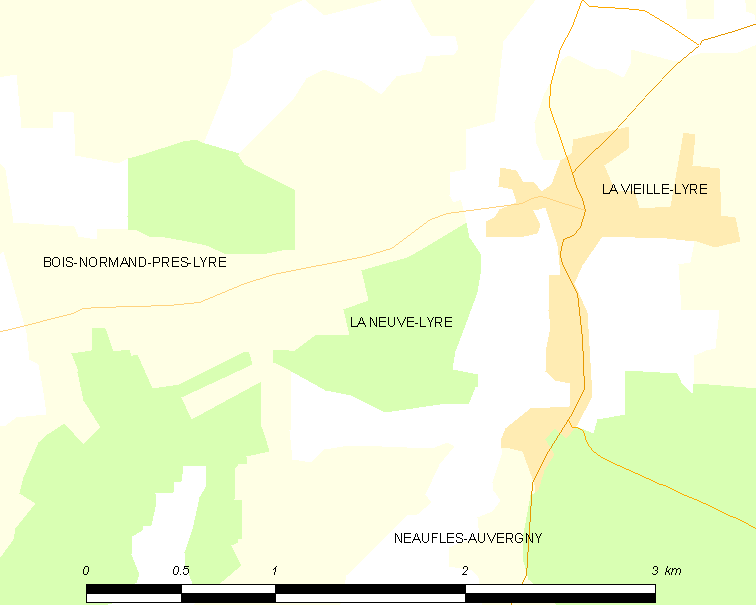
新利尔的OSM定位图

新利尔的时区为UTC+01:00、UTC+02:00（夏令时）。

## 行政
新利尔的邮政编码为27330，INSEE市镇编码为27431。

## 政治
新利尔所属的省级选区为布勒特伊县。

## 人口

1962-2008年间新利尔人口变化图示

新利尔于2022年1月1日时的人口数量为532人。